# Hamdanidi
Hamdanidska dinastija (arabsko الحمدانيون, latinizirano: al-Ḥamdāniyyūn) je bila arabska šiitska dinastija, ki je od leta 890 do 1004 vladala sedanji severni Mezopotamiji in Siriji. Dinastija je izhajala iz starodavnega arabskega plemena Banu Taglib iz Mezopotamije in Arabije.

## Zgodovina

### Izvor
Hamdanidi so izhajali iz arabskega plemena Taglib in so bili potomci Adija ibn Usame al-Taglibija. V zgodovinskih virih se včasih omenjajo tudi kot Adavidi ali Taglibidi.

### Hamdanidski  emirat Džazira in Alep
Dinastijo Hamdanidov je ustanovil Hamdan ibn Hamdun. Med letoma 892 in 893 je po boju s Haridžiti iz Džazire zavzel Mardin. Leta 895 je kalif al-Mutadid napadel Mardin in Hamdan je pobegnil iz mesta.
Hamdanov sin Husein se je pridružil kalifovim silam, Hamdan pa se je kasneje predal kalifu in bil aretiran. Decembra 908 je Husein skoval zaroto, da bi za kalifa postavil Ibn al-Mutaza. Ker mu to ni uspelo, je pobegnil in nato prek svojega brata Ibrahima zaprosil za spravo. Po vrnitvi je postal guverner Dijar Rabije. Leta 916 se je Husein zaradi nesoglasja z vezirjem Alijem bin Iso uprl, bil ujet, zaprt in leta 918 usmrčen.
Hamdanov drugi sin, Abdalah, je bil v letih 905–906 imenovan za guvernerja Mosula. Vodil je pohode proti Kurdom, lata 913 ali 914 pa je bil odstavljen in se je nato uprl. Ko se je podredil poveljniku abasidske vojske Munisu al-Muzafarju je bil pomiloščen in imenovan za guvernerja Mosula. Med uporom njegovega brata Huseina sta bila tako on kot njegov brat Ibrahim začasno aretirana. Abdalah je nato do leta 919 poveljeval abasidski vojski v vojni proti Jusufu bin Abi l'Sadžu, guvernerju Adharbajdžana in Armenije.   Med njegovo vladavino so Hamdanidi sklepali zakone s pripadniki kurdske elite.
Vladavina Hasana Nasirja al-Davle (929–968), guvernerja Mosula in Dijar Bakra, je bila tako tiranska, da ga je odstavila lastna družina. 
Njegova rodbina je kljub hudemu porazu z Bujidi leta 979 vladala v Mosulu do leta 990. Po tem letu je bilo njihovo ozemlje v severnem Iraku razdeljeno med Ukajlide in Marvanide. 
Ali Sajf al-Davla, 'Meč dinastije', je iz Alepa vladal (945–967) severni Siriji in postal najpomembnejši nasprotnik ponovne širitve krščanskega Bizantinskega cesarstva proti vzhodu. Njegov dvor je bil središče kulture in negovanja arabske književnosti, po bizantinskem plenjenju Alepa pa je ta položaj izgubil. 
Da bi se zaustavilo bizantinsko napredovanje, je bil Alep postavljen pod suverenost Fatimidov iz Egipta. Slednji so leta 1003 odstavili Hamdanide. 

## Vladarji
Hamdanidi v Džaziri
- Hamdan ibn Hamdun
- al-Husein ibn Hamdan (895–916)
- Abdalah ibn Hamdan (906–929)
- Nasir al-Davla (929–967)
- Abu Taglib (967–978)
- neposredna oblast Abasidskega kalifata (979–981)
- Abu Tahir Ibrahim ibn Nasir al-Davla (989–990)
- Abu Abdalah al-Husein ibn Nasir al-Davla (989–990)
- odstavljen preko ukajlidskega poglacarja Mohameda ibn al-Musajaba

Hamdanidi v Alepu
- Sajf al-Davla (945–967)
- Sa'd al-Davla (967–991)
- Said al-Davla (991–1002)
- odstavljen preko gulama Lulu al-Kabirja